# Zbyslavská mozaika

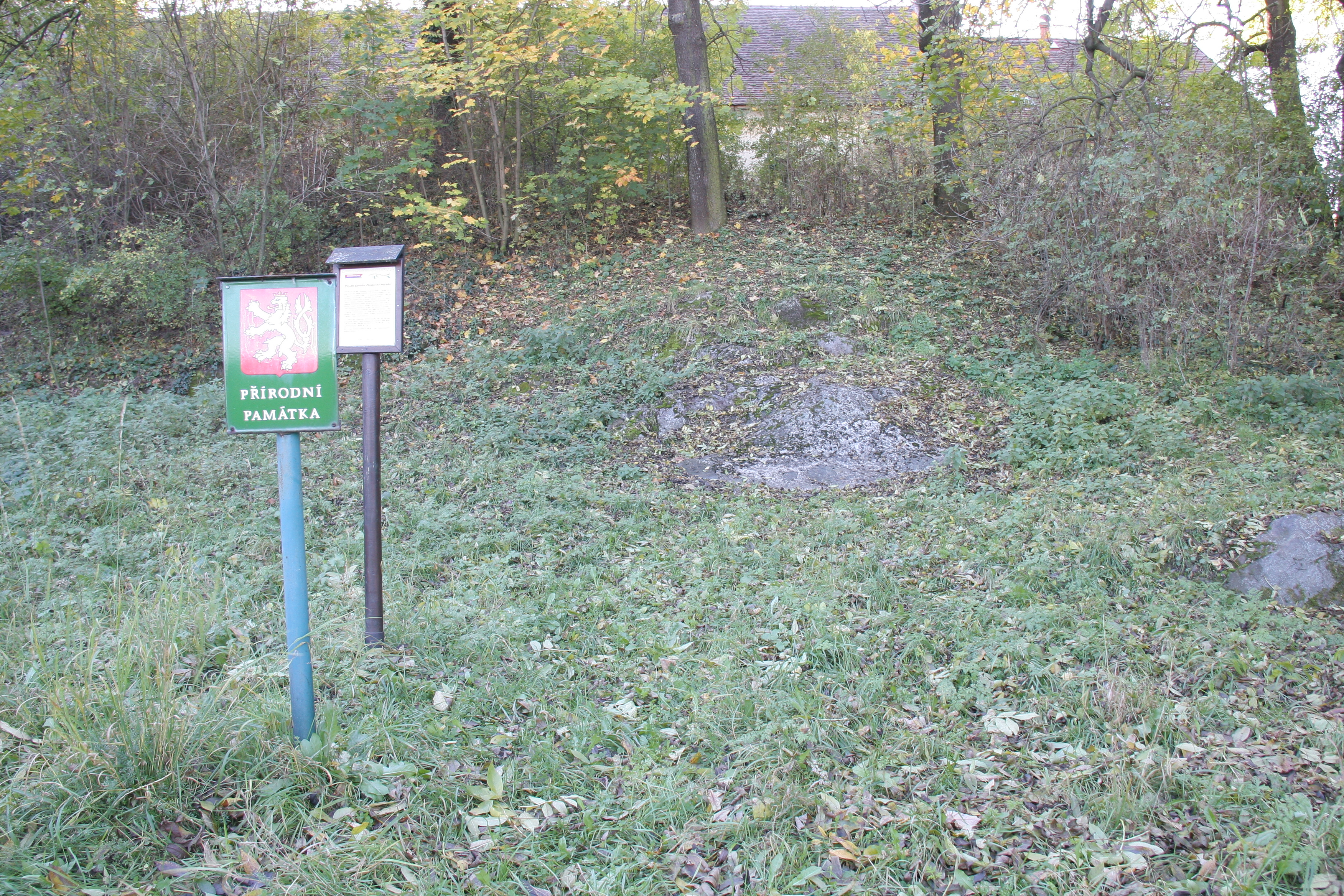
Zbyslavská mozaika

Zbyslavská mozaika (deutsch: Mosaik von Zbyslav) ist ein Naturdenkmal im Okres Kutná Hora in Tschechien. Der Felsen, auf dem die Brandung des Kreidemeeres ihre Spuren hinterließ, steht seit 1977 wegen seiner besonderen geologischen Bedeutung auf 0,521 Hektar unter Schutz. 
Das Dorf Zbyslav, ein Ortsteil der Gemeinde Vrdy, liegt 7 Kilometer nordöstlich von Čáslav auf einer Anhöhe aus Gneis. In der oberen Kreidezeit ragte der Felsen aus einem flachen und warmen Meer heraus. Die Brandung schwemmte Kalkstein und Mergel an, die sich als Sedimente am Strand der Insel ablagerten. Das Alter des Küstenstreifens wird auf 110 Millionen Jahre geschätzt.
Der sichtbare Aufschluss ist lediglich 4 Quadratmeter groß und wird daher auch als das kleinste Naturschutzgebiet der Welt bezeichnet. Der Fels ist heute in einer Höhe von 235 m. n. m. gelegen. Ihn bedeckt eine 1–5 Zentimeter mächtige Schicht aus kleinen Stücken dunklen Gneises, die in einer weißgrauen Kittmasse aus Mergel und Kalk eingeschlossen sind. Die Deckschicht enthält Fragmente versteinerter Würmer (Serpula gordialis) und Muscheln (Pollicipes sp.). 
Obwohl die Lokalität in Tschechien einzigartig ist, befindet sie sich in einem desolaten Zustand. Das Mosaik ist von Algen überwuchert und leidet unter Witterungseinflüssen. Es gibt daher Vorschläge, den Felsen mit einem Schutzdach zu versehen oder in ein Museum überzuführen. 